# Neuffons
Neuffons település Franciaországban, Gironde megyében. Lakosainak száma 147 fő (2022. január 1.). Neuffons Rimons, Coutures, Mesterrieux és Roquebrune községekkel határos.

## Népesség
A település népességének változása:
| Lakosok száma | 183  | 145  | 118  | 159  | 160  | 160  | 150  | 145  | 141  | 147  |
|               | 1968 | 1982 | 1990 | 2006 | 2013 | 2015 | 2017 | 2019 | 2020 | 2022 |